# Ruangrupa
Ruangrupa, stylisé ruangrupa, en abrégé ruru, est un collectif d’artistes basé à Jakarta, en Indonésie,,. Fondé en 2000 par un groupe de sept artistes, ruangrupa a fourni une plate-forme dans le sud de Jakarta pour organiser des expositions, des événements et des festivals, ainsi que des services d'édition, des ateliers et des recherches,. 
Ruangrupa fonctionne comme une organisation à but non lucratif qui soutient l'art contemporain dans les contextes urbains et culturels de l'Indonésie et au-delà, impliquant souvent des artistes et des praticiens d'autres disciplines telles que les sciences sociales, la politique et la technologie. Le collectif soutient également le développement de l'art vidéo à travers la recherche, la documentation et leur festival biennal d'art vidéo, OK Video, qui s'est tenu pour la première fois en juillet 2003,. 
En tant que collectif, ils co-réalisent documenta 15, prévue en 2022 à Cassel, en Allemagne. C'est le premier groupe asiatique et le premier collectif d'art à organiser cette exposition internationale à grande échelle,,,. Alors que le collectif n'a pas de nombre fixe de membres, dix des membres principaux du groupe s'engageront dans le rôle de directeur y compris le directeur Ade Darmawan, Ajeng Nurul Aini, Daniella Fitria Praptono, Farid Rakun, Indra Ameng, Iswanto Hartono, Julia Sarisetiati, Mirwan Andan, Narpati Awangga et Reza Afisina. 

## Histoire
Librement traduit de l'indonésien pour signifier « un espace pour l'art » ou « une forme d'espace », ruangrupa est fondé en 2000 par des artistes cherchant à créer un espace indispensable où les artistes peuvent travailler de manière intensive en mettant l'accent sur l'analyse critique plutôt que sur la production. Créé deux ans après la chute du régime autoritaire de Suharto, le collectif émerge à un moment de liberté retrouvée pour l'Indonésie. Ruangrupa fait également partie des réseaux d'organisation Fondation Ford et Arts Collaboratory, recevant un soutien financier de ces réseaux.   
Depuis sa création, ruangrupa a changé deux fois de format et de structure organisationnelle. En 2015, ruangrupa a développé la plateforme culturelle Gudang Sarinah Ekosistem (GSE) avec un certain nombre de collectifs d'art à Jakarta, un espace interdisciplinaire cherchant à soutenir les créatifs, les communautés et les institutions. La plateforme tire son nom de Gudang Sarinah, leur nouveau siège social situé à Pancoran, au sud de Jakarta. En 2018, avec deux autres collectifs d'art basés à Jakarta, Serrum et Grafis Huru Hara, ruangrupa lance GUDSKUL: Contemporary Art Collective and Ecosystem Studies, un espace d'apprentissage public,.   

### documenta 15
En 2019, il est annoncé que le collectif ruangrupa serait directeur artistique de documenta 15, la première fois qu'un groupe asiatique ou un collectif d'art organiserait l'exposition internationale à grande échelle,,,,. Le concept curatorial préparé par ruangrupa pour documenta 15 est centré sur la notion de lumbung, une rizière qui stocke la ressource commune de riz produite en commun pour une utilisation future. documenta 15 est ainsi conçue comme un pot de ressources collectif, opérant sous la logique des communs pour réparer les blessures d'aujourd'hui qui sont enracinées dans le colonialisme, le capitalisme et le patriarcat ; faisant écho à l'intention originale de Documenta, un événement lancé pour guérir les blessures de guerre européennes. L'approche curatoriale est basée sur un réseau international d'organisations artistiques locales et communautaires.

## Expositions et projets majeurs
| Année        | Titre                                                                                  | Type | Emplacement                                                                            |
| ------------ | -------------------------------------------------------------------------------------- | --- | -------------------------------------------------------------------------------------- |
| 2001         | ruangrupa rejoint le Rain Artists 'Initiatives Network (RAIN).                         | - | -                                                                                      |
| Juillet 2003 | OK Vidéo                                                                               | Festival biennal d'art vidéo | Galerie nationale d'Indonésie, Jakarta                                                 |
| 2008         | Oberhausen - Festival international du court-métrage                                   | Programme de dépistage spécial | Oberhausen, Allemagne                                                                  |
| 2010         | Festival Singapore Night                                                               | Exposition | Singapore Art Museum, Singapour                                                        |
| 2010         | DÉCOMPRESSION # 10 - Élargir l'espace et le public                                     | Exposition de projets d'art public, atelier, projection de film, séminaire, bazar, festival de musique et lancement de publications pour commémorer le 10e anniversaire de Ruangrupa | Jakarta, Bandung et Yogyakarta (Indonésie)                                             |
| 2011         | The Singapore Fiction                                                                  | Exposition | Biennale de Singapour, Musée national de Singapour, Singapour                          |
| 2012         | THE KUDA: L'histoire inédite de la musique underground indonésienne dans les années 70 | Exposition (commandée) | The 7th Asia Pacific Triennial of Contemporary Art (APT7), QAGOMA, Brisbane, Australie |
| 2012         | The Sweet and Sour Story of Sugar                                                      | Projet d'exposition et de collaboration avec Noorderlicht, Pays-Bas | Galeri Kuntskring, Jakarta, Indonésie                                                  |
| 2016         | SONSBEEK '16: transACTION                                                              | Conservateur | Park Sonsbeek dan Museum Arnhem, Arnhem, Pays-Bas                                      |
| 2016         | OK: Food, OK. Video 2017 dans "Food Today: Indonesian Food, Society and Media Art"     | Exposition d'archives | Asia Culture Center, Gwangju, Corée du Sud                                             |
| 2019         | Speculative Collective                                                                 | Exposition en tant que Gudskul | 14th Sharjah Biennial, Charjah, Émirats arabes unis                                    |
| 2022         | documenta 15                                                                           | Direction artistique | Cassel, Allemagne                                                                      |